# 완도중학교
완도중학교(莞島中學校)는 대한민국 전라남도 완도군 완도읍 군내리에 있는 공립 중학교이다.

## 학교 연혁
- 1943년 7월 10일 : 완도중학교 설립기성회 조직
- 1945년 10월 10일 : 완도중학교 개교
- 1946년 10월 10일 : 초대 최천열 교장 취임
- 1971년 3월 1일 : 완도여자중학교 분리
- 1999년 3월 3일 : 본관 증·개축(교실 24실, 화장실 6실) 준공
- 2024년 9월 1일 : 제27대 박헌 교장 부임
- 2025년 1월 9일 : 제78회 78명 졸업(총 17,096명 졸업)
- 2025년 3월 4일 : 2025학년도 신입생 94명 입학

## 참고 자료
- 완도중학교 - 한국교육학술정보원 학교알리미